# Homomallium homalostegium
Homomallium homalostegium är en bladmossart som beskrevs av Jean Édouard Gabriel Narcisse Paris 1909. Homomallium homalostegium ingår i släktet Homomallium och familjen Hypnaceae. Inga underarter finns listade i Catalogue of Life.